# 主席宮廷画家 (イギリス)
主席宮廷画家（しゅせききゅうていがか、英語: Principal Painter in Ordinary）は、イングランド王国、グレートブリテン王国、グレートブリテン及びアイルランド連合王国の官職。十数名の芸術家が歴任し、そのほとんどが肖像画家である。王宮画家とは別の官職であり、テューダー朝の国王専属画家（King's Painter）と類似した官職である。ニコラス・ヒリアードなども似たような役割を果たしたものの「主席宮廷画家」と正式に任命されることはなく、最初の任命は1689年に就任したジョン・ライリーとされる。

## 主席宮廷画家の一覧
- サー・アンソニー・ヴァン・ダイク（フランドル人、1599年 – 1641年） - 1632年、毎年200ポンドと描かれた絵画毎の追加報酬で国王チャールズ1世と王妃ヘンリエッタ・マリア・オブ・フランスの主席画家（Principalle Paynter in Ordinary）に任命された[2][3]
- サー・ピーター・レリー（オランダ人、1618年 – 1680年） - 1661年、同じく毎年200ポンドの報酬で国王チャールズ2世の「肖像画家および絵描き」（Limner and Picture Drawer）に任命された[4]
- ジョン・ライリー（英語版）（1646年 – 1691年） - 1681年から1689年まで「画家および絵描き」（Painter and Picture Drawer）を、1689年から1691年まで主席宮廷画家を務めた（ゴドフリー・ネラーと共同）[5]
- アントニオ・ヴェッリオ（イタリア人、1636年 – 1707年） - 1684年から1688年まで「主席第一画家」（Chief First Painter）を務めた[6][7]
- サー・ゴドフリー・ネラー（ドイツ人、1646年 – 1723年） - 主席宮廷画家（在任：1689年 – 1723年、うち1689年から1691年まではジョン・ライリーと共同）[8][9][10]
- チャールズ・ジャーヴァス（1675年 – 1739年） - 主席宮廷画家（在任：1723年 – 1739年）[11][12]
- ウィリアム・ケント（1685年 – 1748年） - 主席宮廷画家（在任：1740年 – 1748年）。主に室内装飾の設計で活躍[13][14][15]
- ジョン・シャックルトン（1767年没） - ジョージ2世およびジョージ3世の主席宮廷画家（在任：1749年 – 1767年）[16][17]
- アラン・ラムゼー（1713年 – 1784年） - 主席宮廷画家（在任：1767年 – 1784年）[18][19]
- サー・ジョシュア・レノルズ（1723年 – 1792年） - 主席宮廷画家（在任：1784年 – 1792年）[20][21]
- サー・トーマス・ローレンス（1760年 – 1830年） - 主席宮廷画家（在任：1792年 – 1830年）[22][23]
- サー・デイヴィッド・ウィルキー（1785年 – 1841年） - ウィリアム4世およびヴィクトリア女王の主席宮廷画家（在任：1830年 – 1841年）[24][25]
- サー・ジョージ・ヘイター（1792年 – 1871年） - ヴィクトリア女王の主席宮廷画家（在任：1841年 – 1871年）[26][27]
- ジェームズ・サント（英語版）（1820年 – 1916年） - ヴィクトリア女王の主席宮廷画家（在任：1871年 – 1901年）[28]

## 主席宮廷画家の自画像

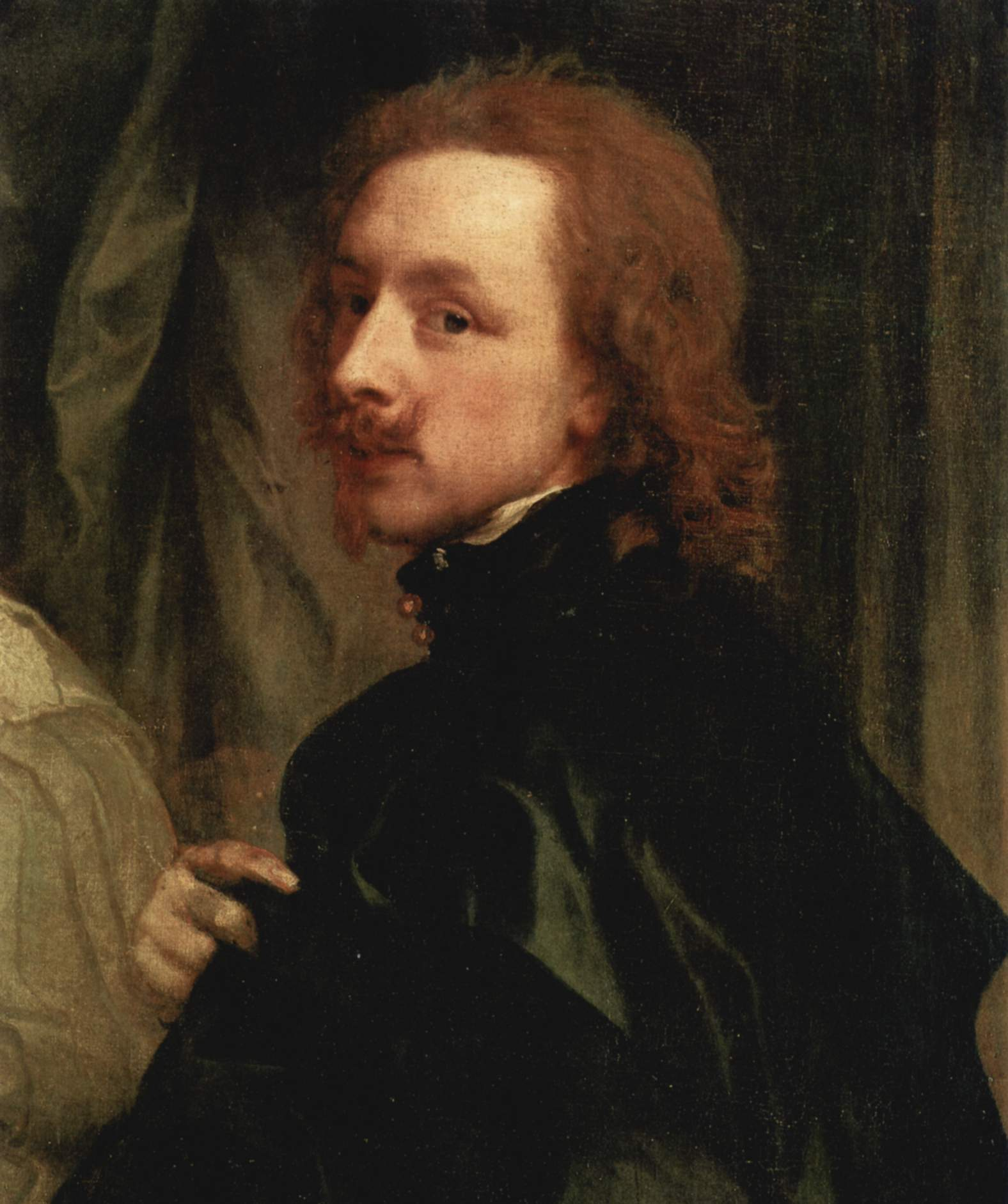
サー・アンソニー・ヴァン・ダイク（1623年）
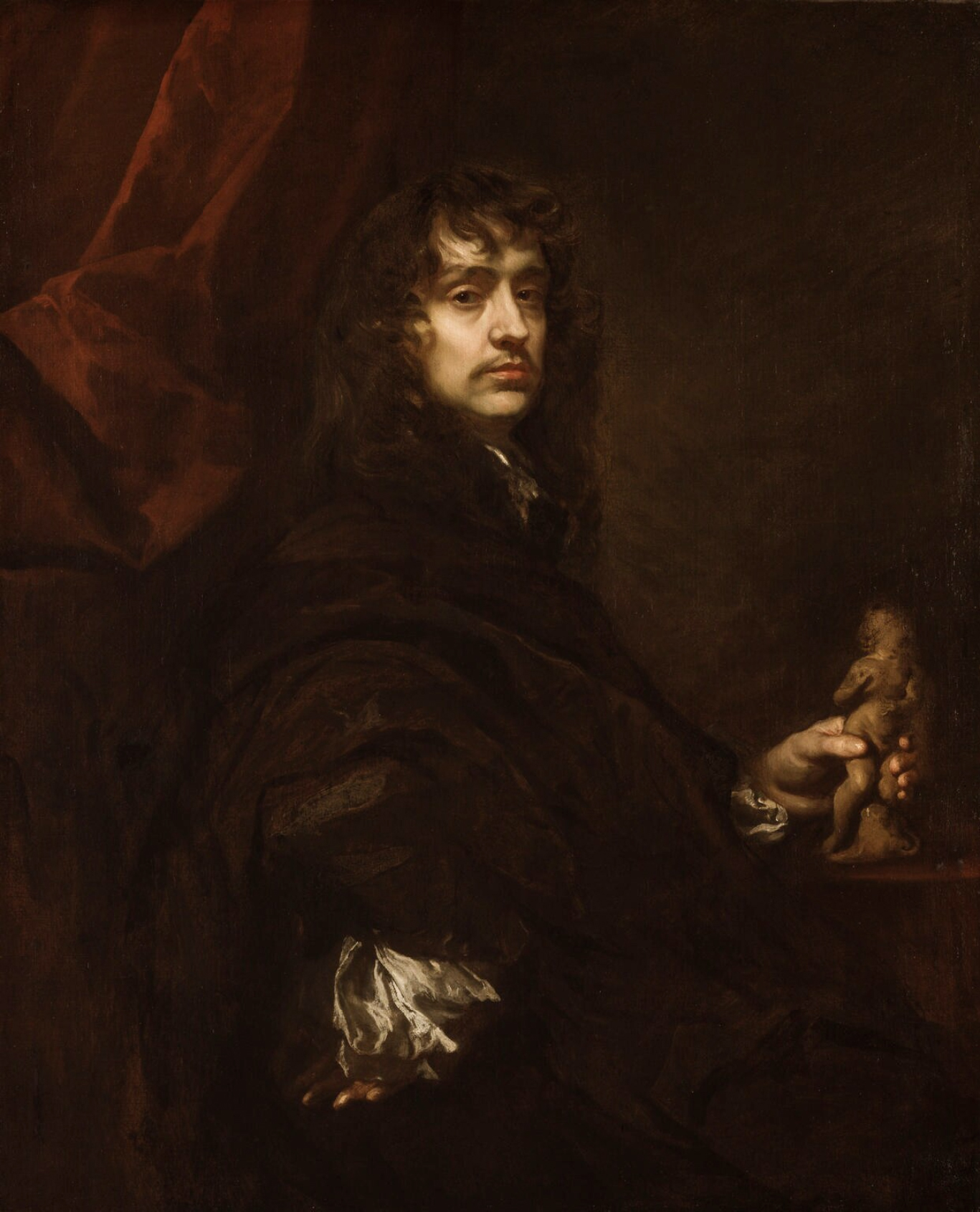
サー・ピーター・レリー（1660年）
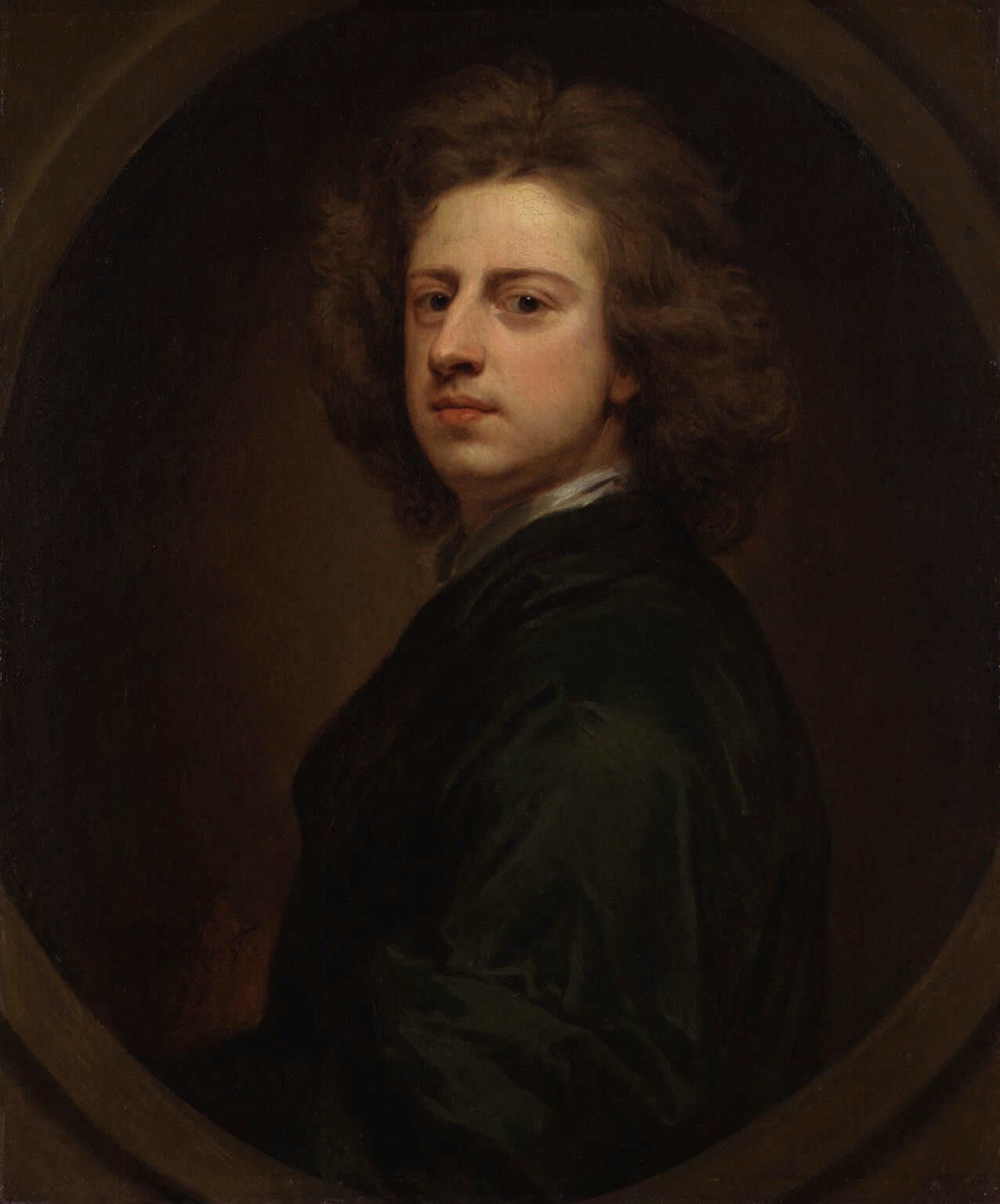
サー・ゴドフリー・ネラー（1685年）
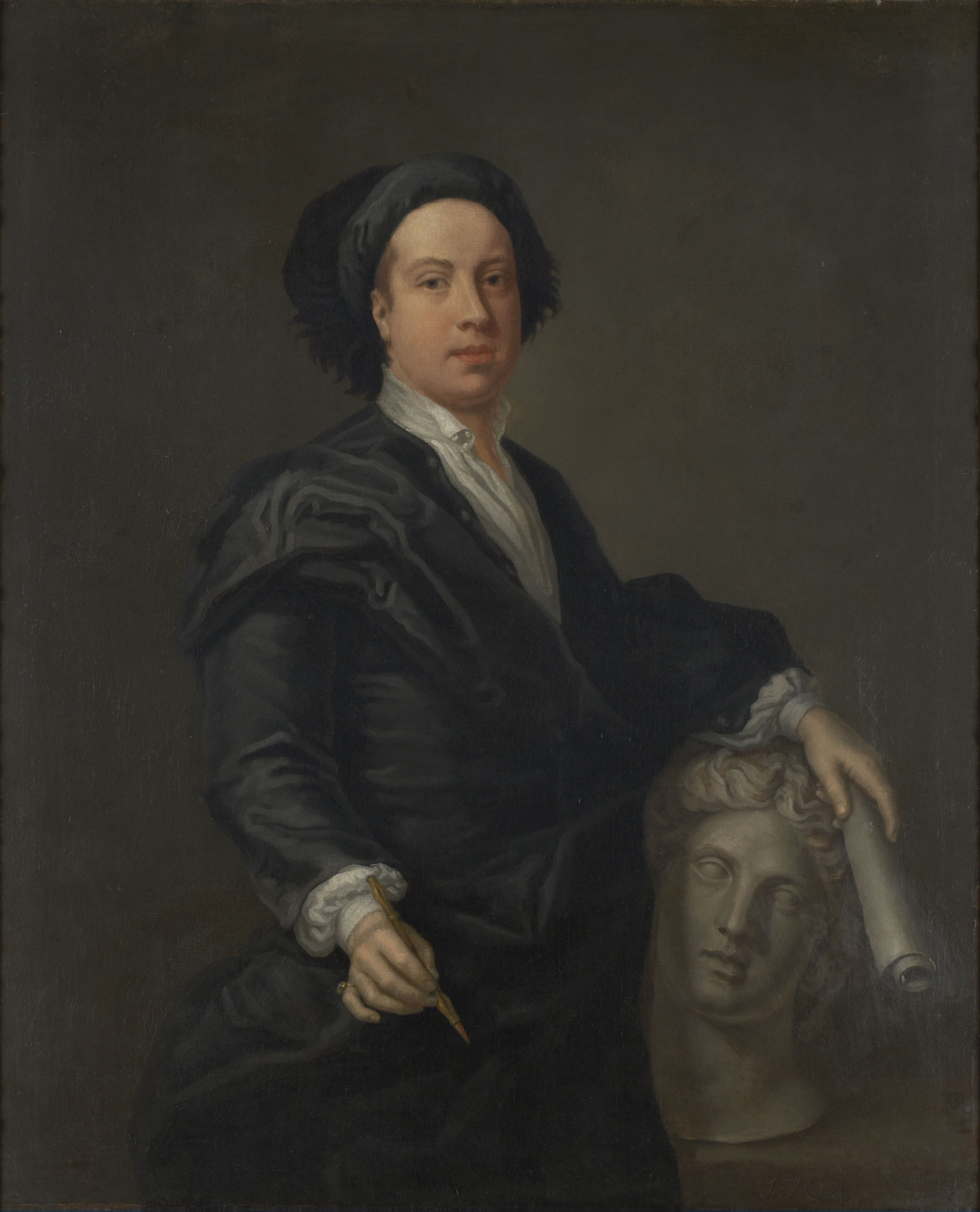
ウィリアム・ケント（1710年代、自画像ではなくウィリアム・アイクマン（英語版）の作品とされる）
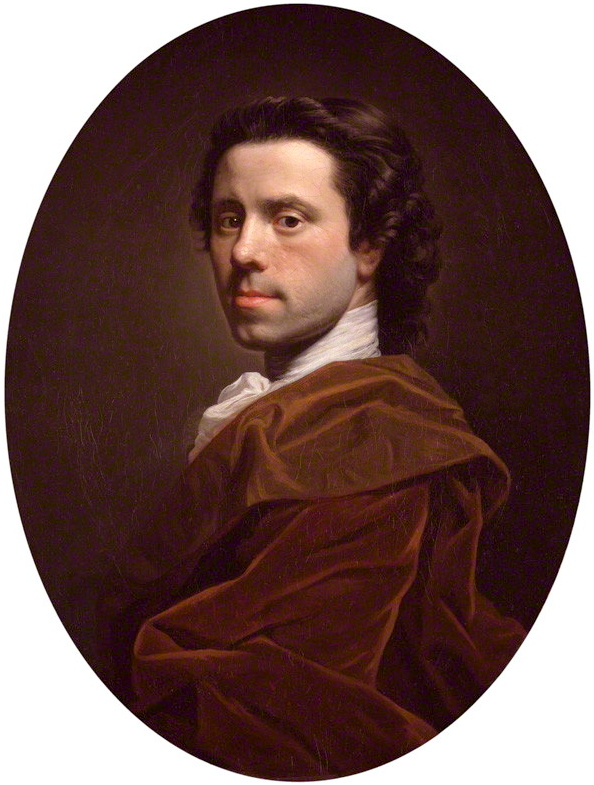
アラン・ラムゼー（1737年）
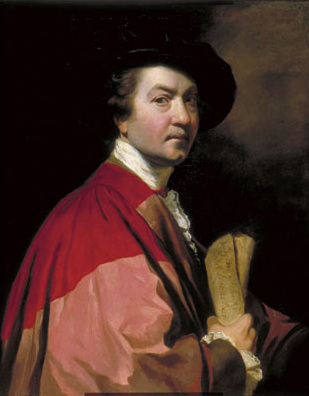
サー・ジョシュア・レノルズ（1776年）
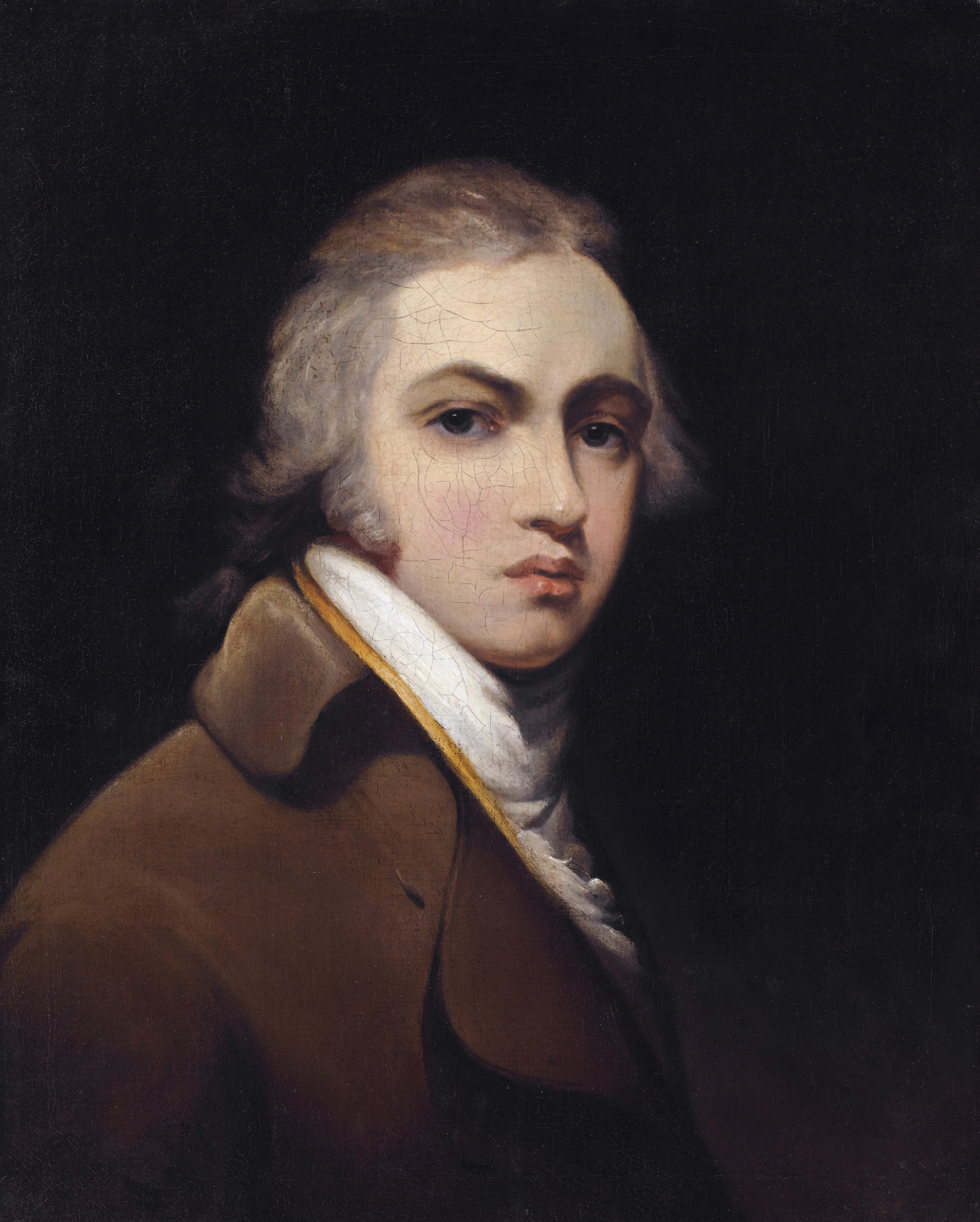
サー・トーマス・ローレンス（1787年頃）
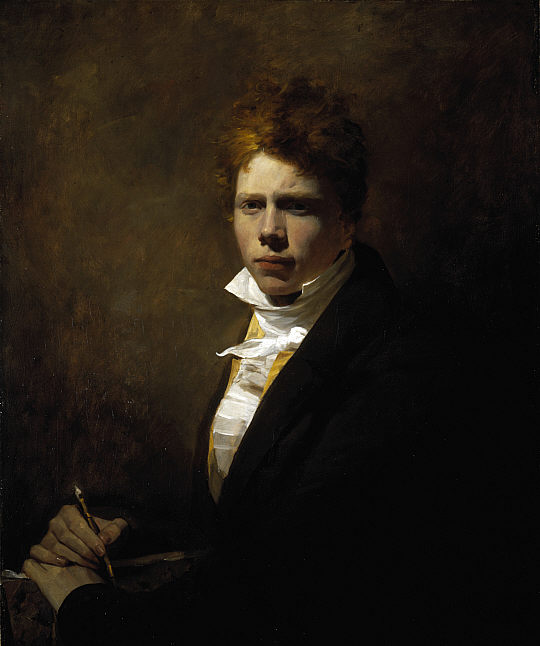
サー・デイヴィッド・ウィルキー（1804年/1805年）
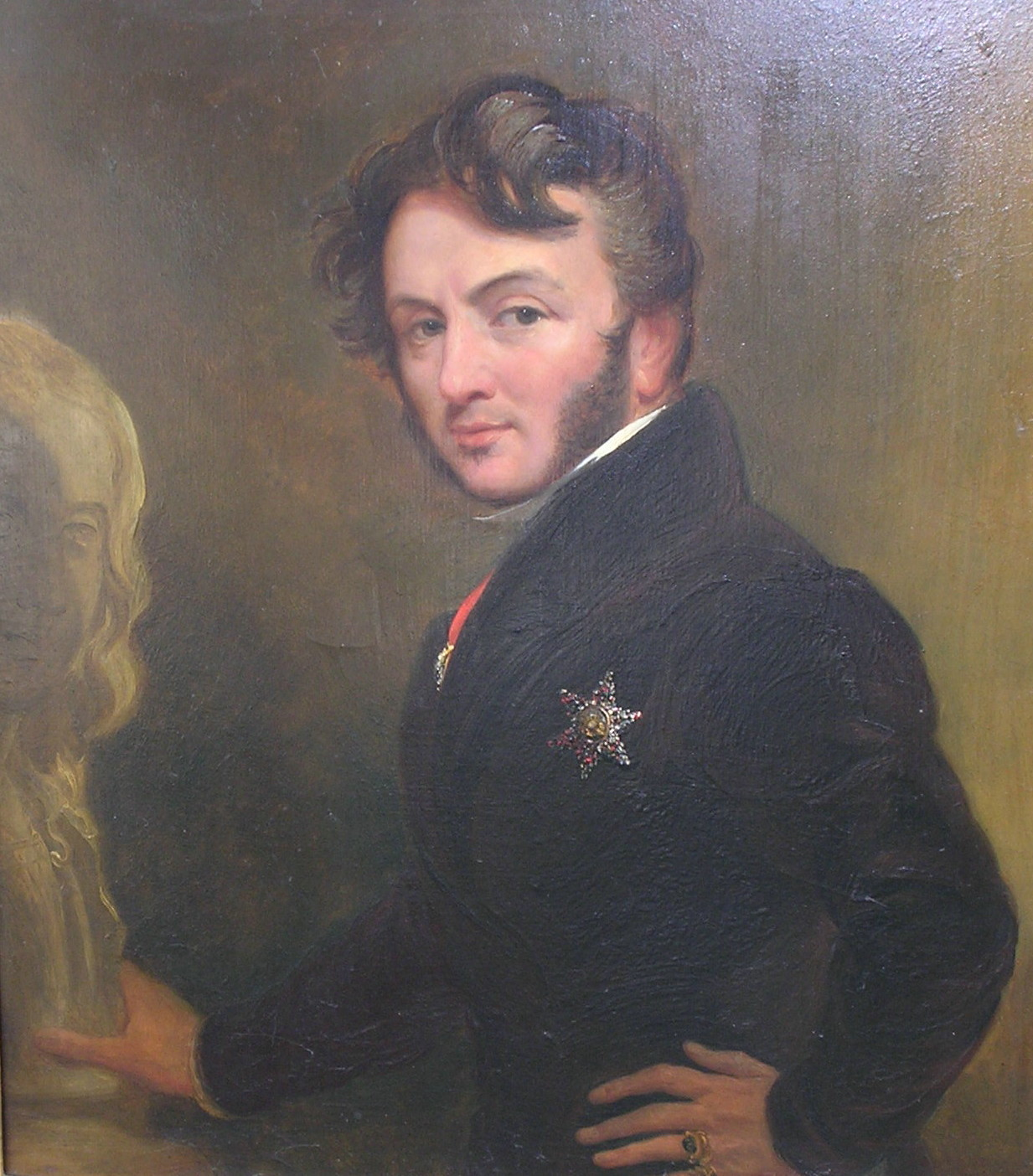
サー・ジョージ・ヘイター（1843年）
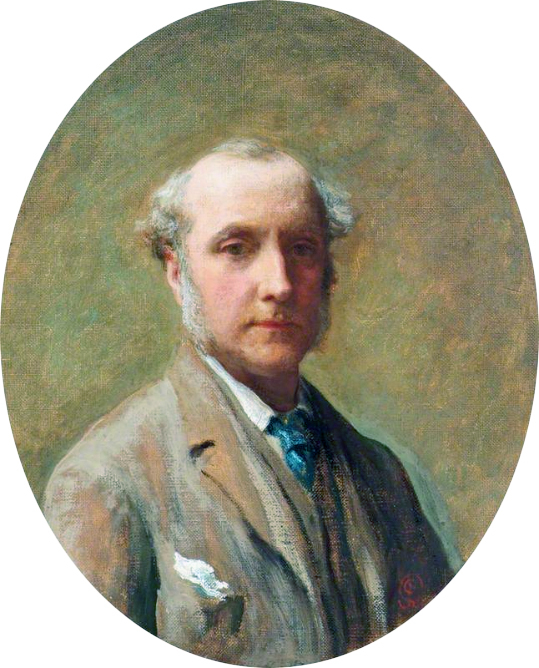
ジェームズ・サント（1884年）